# Фаготен
Фаготен, Фаготэн (фр. Fagotin) — ряженая обезьяна из труппы парижского кукольного театра, которую по легенде убил французский писатель и драматург, известный острослов и дуэлянт Сирано де Бержерак, приняв её за настоящего противника. После гибели животного ещё несколько десятилетий балаганные артисты называли своих обезьянок в честь него. Этой смерти был посвящён анонимный памфлет «Сражение Сирано де Бержерака с обезьяной кукольника Бриоше на Новом мосту», а сама обезьяна неоднократно фигурировала в литературных произведениях.

## Легенда
Обезьяна Фаготен, возможно шимпанзе, участвовала во многочисленных выступлениях знаменитого в XVII веке кукольного театра Бриоше, являясь любимицей публики. Началу театральной династии положил актёр комедии дель арте Жан Бриоше (Бриоччи), переехавший из Италии во Францию в 1590 году. Его дело наследовал Франсуа Датлен (Фаншон Бриоше), который, как считается, добился большего успеха, чем его отец. Участником выступлений труппы была дреcсированная обезьянка Фаготен, которую одевали в шутовское лакейское платье, на боку она носила затупленную шпагу и умела делать ей простейшие движения. На одно из представлений театра, проходившего около парижского Нового моста, пришёл Сирано. Он принял ужимки обезьяны за оскорбление или даже угрозу, после чего смертельно проткнул её шпагой, чем причинил невосполнимую утрату её хозяину. Предполагается, что эти события имели место примерно за год до смерти писателя, последовавшей в 1655 году. В литературе отмечается, что история с Фаготеном может служить характерным примером вспыльчивого, обидчивого и самолюбивого характера французского литератора.

## В культуре
После гибели Фаготена ещё несколько десятилетий балаганные артисты называли своих обезьянок в честь него. После смерти писателя был опубликован (считается утраченным) анонимный сатирический памфлет «Сражение Сирано де Бержерака с обезьяной кукольника Бриоше на Новом мосту» (Combat de Cyrano de Bergerac avec le singe de Brioché, au bout du Pont-Neuf), в котором нашла отражение история об убийстве обезьяны. Некоторые предполагают, что его автором был бывший приятель, а позже недоброжелатель писателя Шарль Куапо Д’Ассуси; по другой версии, это было письменное оправдание самого Сирано. Согласно памфлету писатель был разъярён насмешками лакеев в театре и обнажил шпагу против них. После чего в драку невольно ввязалось и животное: «Обезьяна, с присущим этому племени любопытством наблюдавшая за фехтующим воякой, внезапно сделала выпад и нанесла Бержераку неожиданный удар квартой. Бержерак в горячке сражения принял обезьяну за одного из лакеев и проткнул её насмерть шпагою. О, какая потеря для Бриоше!» Владелец подал на виновника гибели в суд, но проиграл иск и ему даже было запрещено вновь заводить обезьяну. В ходе процесса Бержерак упражнялся в острословии: «Он говорит судье, что заплатит Бриоше либо поэтической монетой, либо той, которая имеет хождение у обезьян, то бишь гримасами да ужимками; он замечает, что Аполлон и слыхом не слыхивал о подобном движимом имуществе и клянётся увековечить почившее животное несравненной эпитафией». Второй раз это сочинение было напечатано в 1704 году, после чего начиная с 1850-х годов (на основе копии, ранее принадлежавшей писателю и известному библиофилу Шарлю Нодье) неоднократно переиздавалось.
Фаготен упоминается в произведениях Мольера, Лафонтена, Фюретьера, романе Луи Галле «Капитан Сатана, или Приключения Сирано де Бержерака». В главе VII этой книги писатель был выведен из себя насмешками над его легендарным носом и бросил вызов толпе, которая быстро исчезла, оставив против него одного Фаготена: «Савиньян бессознательно бросился к несчастному животному и в одно мгновение уложил его на месте ловким ударом в сердце». В биографическом романе Михаила Булгакова «Жизнь господина де Мольера» ярмарочный зазывала приглашает на увеселения в районе Нового моста следующими словами: «Вы увидите замечательных марионеток господина Бриоше! Вон они качаются на помосте, подвешенные на нитках! Вы увидите гениальную учёную обезьяну Фаготена!»